# Török Imre (orvos)
Török Imre (Németbogsány, 1885. július 16. – Kolozsvár, 1932. május 1.) erdélyi magyar orvos, orvosi szakíró.

## Életútja
Iskoláit Kolozsváron a Református Kollégiumban (1903), egyetemi tanulmányait az I. Ferenc József Tudományegyetem orvosi karán végezte. Már II. éves hallgató korában Udránszky Lászlónak, az élettani tanszék professzorának előadásaiból 1300 oldalas jegyzetet készített, amelyet Budapesten sokszorosítottak. 1908. novemberben 16-án avatták orvossá summa cum laude minősítéssel. 1908–10 között a bécsi katonaorvosi továbbképző intézet ösztöndíjas hallgatója, majd az innsbrucki 1. sz. helyőrségi kórház sebészeti és röntgenosztályának főorvosa, 1912-től a bécsi 1. sz. huszárezred ezredorvosa. 1914 szeptemberétől e minőségben az orosz fronton teljesített szolgálatot, orosz fogságba esett. Szibériába került, ahol sebészorvosként dolgozott; 1918 novemberében tért vissza Kolozsvárra. Itt 1919. október végéig a sebészeti klinikán mint műtőnövendék dolgozott, majd magánrendelőt nyitott. Közben, 1926-ban a budapesti Orvosi Egyetem I. sz. sebészeti klinikáján műtői oklevelet szerzett.
1924–32 között az EME Orvostudományi Szakosztályának jegyzője, 1925-től a Református Teológiai Intézet orvosa és egészségtantanára, 1926-tól a Polgári Önsegélyző Egyesület orvosa volt. 1931-ben a kolozsvári református egyházközség képviselőjévé választották, ugyanitt az 1932 márciusában alakult Jótékonysági Egyesület alapító tagja volt.

## Tudományos munkássága
Első írása Bécsben egy katonai szaklapban jelent meg a lovaglás élettani vonatkozásairól. 1920-tól az Erdélyi Orvosi Lap, az Orvosi Szemle és a Deutsche Zeitschrift für Chirurgie közölte sebészi munkájával és röntgenvizsgálataival kapcsolatos dolgozatait. A pH-számítás matematikai alapjairól (Orvosi Szemle, 1931) és a Távolságmérések az emberi testben röntgen kettős képek segélyével (Erdélyi Orvosi Lap, 1921) c. munkáival a matematikában, a fizikában és fizikai kémiában való jártasságát bizonyította. Ez utóbbi német nyelven is megjelent a Fortschritte auf dem Gebiete der Röntgenstrahlen XXI. kötetében. Az EME Orvostudományi Szakosztályának ülésein és az EME vándorgyűlésein rendszeresen mutatott be dolgozatokat, ezek az Orvostudományi Értesítőben és a vándorgyűlések Emlékkönyveiben nyomtatásban is megjelentek. Különböző rendezvényeken több tudománynépszerűsítő előadást is tartott.
Egy vadászaton történt baleset következtében hunyt el.